# Wolfgang Güldenpfennig
Wolfgang Güldenpfennig (20 de diciembre de 1951) es un deportista de la RDA que compitió en remo.
Participó en dos Juegos Olímpicos de Verano en los años 1972 y 1976, obteniendo dos medallas, bronce en Múnich 1972 y oro en Montreal 1976. Ganó dos medallas de oro en el Campeonato Mundial de Remo, en los años 1975 y 1977, y una medalla de bronce en el Campeonato Europeo de Remo de 1973.

## Palmarés internacional
| Juegos Olímpicos   | Juegos Olímpicos         | Juegos Olímpicos  | Juegos Olímpicos |
| Año                | Lugar                    | Medalla           | Prueba           |
| ------------------ | ------------------------ | ----------------- | ---------------- |
| 1972               | Múnich (RFA)             | Medalla de bronce | Scull individual |
| 1976               | Montreal (Canadá)        | Medalla de oro    | Cuatro scull     |
| Campeonato Mundial |                          |                   |                  |
| Año                | Lugar                    | Medalla           | Prueba           |
| 1975               | Nottingham (Reino Unido) | Medalla de oro    | Cuatro scull     |
| 1977               | Ámsterdam (Países Bajos) | Medalla de oro    | Cuatro scull     |
| Campeonato Europeo |                          |                   |                  |
| Año                | Lugar                    | Medalla           | Prueba           |
| 1973               | Moscú (URSS)             | Medalla de bronce | Scull individual |